# Revelación
Revelación là đĩa mở rộng thứ tư của ca sĩ người Mỹ Selena Gomez. Nó được phát hành vào ngày 12 tháng 3 năm 2021, bởi Interscope Records. Gomez đã hợp tác với nhiều nhà sản xuất khác nhau như: Albert Hype, DJ Snake, Jota Rosa, Maro, Neon16 và Tainy, để đạt được những tác phẩm âm nhạc như mong muốn của cô ấy. Cô nói rằng album tập trung vào các chủ đề "sức mạnh, tình yêu, sự tha thứ và bước tiếp".
Album bao gồm ba đĩa đơn được phát hành trước là: "De Una Vez", "Baila Conmigo" với Rauw Alejandro, và "Selfish Love" với DJ Snake, và là dự án âm nhạc đầu tiên của Gomez được hát bằng tiếng Tây Ban Nha. Nó pha trộn giữa reggaeton, electropop, Latin pop, R&B và các thể loại alternative R&B với các yếu tố urbano. Nó đánh dấu sự khởi đầu từ âm hưởng dance-pop của album trước, Rare (2020). Khi phát hành, Revelación đã nhận được sự hoan nghênh từ các nhà phê bình âm nhạc, những người đã đánh dấu sự sản xuất trang nhã của nó và ca ngợi sự mở rộng nghệ thuật của Gomez. Album đã trở thành dự án âm nhạc được đánh giá tốt nhất của cô trên Metacritic.
Về mặt thương mại, Revelación ra mắt ở vị trí thứ 22 trên US Billboard 200, thu về 23.000 bản album tương đương trong tuần đầu tiên phát hành, đánh dấu tuần bán hàng lớn nhất cho một album nhạc Latin của một nữ nghệ sĩ sau El Dorado của Shakira (2017). Nó cũng đứng đầu bảng xếp hạng Billboard Top Latin Albums. Bốn bài hát từ Revelación lọt vào bảng xếp hạng Billboard Hot Latin Songs ngày 27 tháng 3 năm 2021. Video âm nhạc cho ca khúc mở đầu, "De Una Vez", đã được đề cử cho Video âm nhạc dạng ngắn hay nhất tại Lễ trao giải Grammy Latin thường niên lần thứ 22.
Revelación được đề cử cho Album nhạc Pop Latin hay nhất tại Lễ trao giải Grammy thường niên lần thứ 64, đánh dấu đề cử Grammy đầu tiên trong sự nghiệp của Gomez.

## Danh sách bài hát
| Phiên bản tiêu chuẩn | Phiên bản tiêu chuẩn                 | Phiên bản tiêu chuẩn | Phiên bản tiêu chuẩn                                 | Phiên bản tiêu chuẩn |
| STT                  | Nhan đề                              | Sáng tác | Sản xuất                                             | Thời lượng           |
| -------------------- | ------------------------------------ | --- | ---------------------------------------------------- | -------------------- |
| 1.                   | "De Una Vez"                         | Selena Gomez Abner Cordero Boria Christopher Carballo Ramos Marco Masís Andrea Mangiamarchi Alejandro Borrero Ivanni Rodríguez Ricardo López Lalinde | Albert Hype Jota Rosa Neon16 Tainy Bart Schoudel [a] | 2:35                 |
| 2.                   | "Buscando Amor"                      | Gomez Borrero Cordero Boria Mangiamarchi Masís Rodríguez Randy Class Zabdiel De Jesús                                                                | Jota Rosa Neon16 Tainy Schoudel [a]                  | 3:08                 |
| 3.                   | "Baila Conmigo" (với Rauw Alejandro) | Cordero Boria Melendez Borrero Carballo Ramos Edgar Barrera Mangiamarchi Rodríguez Jorge A. Diaz Masís Gomez Raúl Alejandro Ocasio Ruiz              | Albert Hype Jota Rosa Neon16 Tainy Schoudel [a]      | 3:06                 |
| 4.                   | "Dámelo To'" (với Myke Towers)       | Gomez Borrero Carballo Ramos Cordero Boria Mangiamarchi Masís Melendez Julia Michaels Rodriguez Michael Torres                                       | Albert Hype Jota Rosa Neon16 Tainy Schoudel [a]      | 3:04                 |
| 5.                   | "Vicio"                              | Gomez Cordero Boria Melendez Borrero Mangiamarchi Gregory Aldae Hein Rodríguez Masís Santiago Beltran                                                | Albert Hype Jota Rosa Neon16 Tainy                   | 2:40                 |
| 6.                   | "Adiós"                              | Gomez Cordero Boria Borrero Carolina Isabel Colón Juarbe Rodríguez Masis Jorge Luis Perez Jr. Juan Andrés Ceballos                                   | Neon16 Nito Tainy Schoudel [a]                       | 2:10                 |
| 7.                   | "Selfish Love" (với DJ Snake)        | William Grigahcine Gomez Kat Dahlia Marty Maro K Sotomayor Kris Floyd                                                                                | DJ Snake Maro                                        | 2:48                 |
| Tổng thời lượng:     | Tổng thời lượng:                     | Tổng thời lượng: | Tổng thời lượng:                                     | 19:34                |

Ghi chú
- ^[a]  nhà sản xuất giọng hát